# Gordon Audley
Gordon Vernon Audley (Winnipeg, 20 april 1928 – Orange County (Californië), 1 oktober 2012) was een Canadese schaatser en Olympisch medaillewinnaar.

## Biografie
Audley debuteerde op op 19-jarige leeftijd op de Olympische Winterspelen van 1948 in Sankt Moritz, waar hij deelnam aan de 500 meter en 1500 meter. Vier jaar later won hij op de 500 meter een bronzen medaille op de Olympische Winterspelen van 1952 in Oslo, gedeeld met de Noor Arne Johansen. In 1956 nam hij voor het laatst deel aan de Winterspelen in Cortina d’Ampezzo.
Nadat hij was gestopt als schaatser verhuisde Audley met zijn vrouw naar de Verenigde Staten.

## Persoonlijke records
| Afstand    | Tijd   | Datum |
| ---------- | ------ | ----- |
| 500 meter  | 43,2   | 1956  |
| 1500 meter | 2.24,7 | 1956  |
| 5000 meter | 9.55,4 | 1952  |